# Bryan Warrick
Bryan Anthony Warrick (Moses Lake, Washington; 22 de julio de 1959) es un exjugador de baloncesto estadounidense que jugó cuatro temporadas en la NBA, además de hacerlo en la CBA y en la Bundesliga. Con 1,96 metros de estatura, lo hacía en la posición de alero.

## Trayectoria deportiva

### Universidad
Jugó durante cuatro temporadas con los Hawks de la Universidad de Saint Joseph's, en las que promedió 11,3 puntos y 2,4 rebotes por partido. En su última temporada lideró a su equipo en anotación (14,9 puntos por partido) y en asistencias (151), siendo incluido en el mejor quinteto de la East Coast Conference y de la Philadelphia Big 5.

#### Estadísticas
| Año     | Equipo       | PJ  | PT | MPP  | %TC  | %3P | %TL  | RPP | APP | ROB | TPP | PPP  |
| ------- | ------------ | --- | -- | ---- | ---- | --- | ---- | --- | --- | --- | --- | ---- |
| 1978–79 | St. Joseph's | 24  | -  | 9.0  | .403 | -   | .667 | 1.0 | 0.8 | 0.5 | 0.1 | 3.3  |
| 1979–80 | St. Joseph's | 30  | -  | 34.4 | .473 | -   | .735 | 2.7 | 3.1 | 1.7 | 0.4 | 11.9 |
| 1980–81 | St. Joseph's | 29  | -  | 33.3 | .451 | -   | .683 | 2.7 | 3.0 | 1.9 | 0.3 | 13.5 |
| 1981–82 | St. Joseph's | 30  | 30 | 35.2 | .507 | -   | .776 | 3.2 | 5.0 | 2.1 | 0.5 | 14.9 |
| Total   | Total        | 113 | 30 | 29.0 | .472 | -   | .730 | 2.5 | 3.1 | 1.6 | 0.3 | 11.3 |

### Profesional
Fue elegido en la vigésimo quinta posición del Draft de la NBA de 1982 por Washington Bullets, donde en su primera temporada fue titular en 20 de los 42 partidos en los que actuó, aunque a pesar de ello solo promedió 4,0 puntos y 2,9 asistencias. Jugó un año más en el equipo de la capital, hasta que antes del comienzo de la temporada 1984-85 fue traspasado a Los Angeles Clippers a cambio de una futura tercera ronda del draft.
En los Clippers dio minutos de descanso a Marques Johnson, acabando la temporada con 3,7 puntos y 2,6 asistencias por partido. Tras ser despedido antes del final de la temporada, al año siguiente probó fortuna con Indiana Pacers, quienes lo descartaron, y acabó fichando como agente libre por Milwaukee Bucks, donde estuvo apenas un mes en plantilla. Tras ser despedido, se fue a jugar a los Wisconsin Flyers de la CBA, hasta que fue llamado por el equipo que en un primcipio lo rechazó, los Pacers, con los que acabó la temporada, promediando 7,0 puntos y 3,5 asistencias por partido.
Tras no ser renovado, continuó su carrera en los Rockford Lightning, para jugar al año siguiente su última temporada en el Saturn Colonia de la liga alemana.

## Estadísticas de su carrera en la NBA

### Temporada regular
| Año     | Equipo      | PJ  | PT | MPP  | %TC  | %3P  | %TL   | RPP | APP | ROB | TPP | PPP |
| ------- | ----------- | --- | -- | ---- | ---- | ---- | ----- | --- | --- | --- | --- | --- |
| 1982–83 | Washington  | 43  | 20 | 16.9 | .380 | .000 | .737  | 1.6 | 2.9 | 0.5 | 0.2 | 4.0 |
| 1983–84 | Washington  | 32  | 0  | 7.9  | .409 | .333 | .500  | 0.7 | 1.3 | 0.3 | 0.1 | 2.0 |
| 1984–85 | Los Angeles | 58  | 1  | 12.3 | .491 | .250 | .772  | 1.0 | 2.6 | 0.4 | 0.1 | 3.7 |
| 1985–86 | Milwaukee   | 5   | 0  | 5.4  | .400 | .500 | 1.000 | 0.6 | 1.2 | 0.4 | 0.0 | 2.0 |
| 1985–86 | Indiana     | 31  | 5  | 21.2 | .471 | .200 | .791  | 2.1 | 3.5 | 0.8 | 0.1 | 7.0 |
| Total   | Total       | 169 | 26 | 14.1 | .443 | .208 | .747  | 1.3 | 2.6 | 0.5 | 0.1 | 4.0 |